# Byskeälven
Byskeälven est un fleuve du nord de la Suède.

## Géographie
Byskeälven prend sa source au nord-ouest d'Arvidsjaur, se dirige vers le sud-est à travers la Laponie pour se jeter dans le golfe de Botnie à Byske.

### Villes traversées
- Arvidsjaur
- Byske

## Hydrologie

### Principaux affluents
- Långträskälven ou Allejaurälven
- Svärdälven
- Kilisån
- Långträskån
- Ålsån
- Tvärån

## Caractéristiques
- Byskeälven est connu pour être une rivière poissoneuse, où les saumons se trouvent en quantité.

## Sources
- (sv) Données sur la longueur des fleuves de Suède
- (sv) Données sur le débit des fleuves de Suède